# Jean Baptiste Houllet
Jean-Baptiste Houllet (1815 — 1890), foi jardineiro-chefe das estufas do Museu Nacional de História Natural em Paris. Coletou espécies no Brasil, México e Cordilheira dos Andes durante a sua juventude.
O gênero Houlletia que agrupa  espécies de  orquídeas sul-americannas foi dado seu nome em sua homenagem por Adolphe Brongniart (1801-1876), em 1841.